# Laika Russo-Europeo

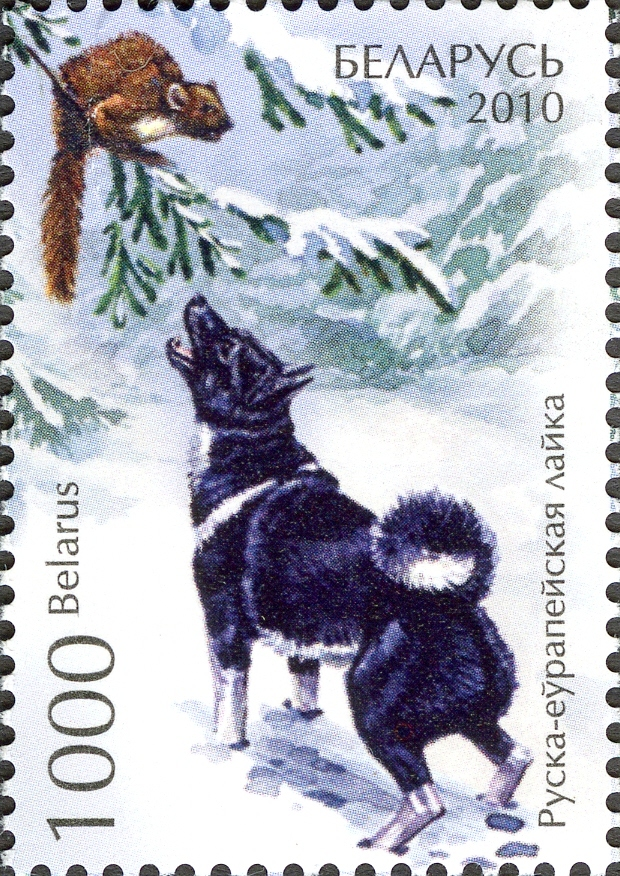
Francobollo bielorusso con un laika Russo-europeo

Il Laika russo-europeo (Russko-Evropeĭskaya Láĭka) è il nome di una razza di cane da caccia originaria della regione boscosa del nord Europa e della Russia, una delle numerose razze sviluppate da cani autoctoni Laika di tipo Spitz.
La razza Laika russo-europeo risale a un programma di allevamento iniziato nel 1944 da EI Shereshevsky dell'Istituto di ricerca sindacale per l'industria della caccia, nella provincia di Kalinin (ora Tver).
La Laika russo-europea è riconosciuta dalla Fédération Cynologique Internationale nei tipi spitz.
La razza è elencata con il numero di razza 304, tra altri due laika russi: il numero di razza 305 il Laika della Siberia orientale e il 306 il Laika della Siberia occidentale.

## Caratteristiche
Il Laika russo-europeo è descritto come un cane di taglia media, i maschi da 54 fino a 60 centimetri (21 fino a 24 in) al garrese e le femmine da circa 52 fino a 58 centimetri (20 fino a 23 in). La razza ha orecchie a punta e una coda falciforme portata sul dorso.
Il temperamento non dovrebbe essere aggressivo. Il colore può essere uno qualsiasi dei normali colori di tipo Spitz, ma il rosso e le macchie sulle gambe non sono desiderabili.